# 兰西高速公路
兰西高速公路是东起兰州，西至西宁的高速公路。起点位于兰州市北侧的忠和乡，终点位于西宁市城北区朝阳街道。它是京藏高速的组成部分，内地通往青海、西藏的交通要道，也是连接兰州和西宁两大省会城市的快速通道。全长220.59公里。

## 概况
全线采用全立交、全封闭、控制出入双向四车道高速公路标准建设，设有完善的交通安全设施和服务设施。

### 青海境
马场垣至西宁段全长118.65公里，总投资43.75亿元，于2000年2月开工，分平安至西宁和马场垣至平安两段建设，2003年6月建成通车。在青海公路网中起到举足轻重的作用。

### 甘肃境
兰州忠和至海石湾段全长101.94公里，概算投资38.64亿元。